# Manoir de la Boulaye (Cléguérec)
Le manoir de la Boulaye est situé à Cléguérec en France.

## Localisation
Le manoir est situé sur le territoire de la commune de Cléguérec, au lieu-dit La Boulaye, dans le département du Morbihan en région Bretagne.

## Description
Édifice à un étage carré avec une toiture à longs pans, escalier à vis sans jour. Le logis du manoir date probablement du XVIIe siècle. Restauré et agrandi au XVIIIe siècle, l'aile ouest date de 1780. Le portail sud porte la date de 1781. Parties agricoles des XVIIIe et XIXe siècles. Accès sud d'origine abandonné, il appartient en 1638 à maître Mathurin Belnart.

## Historique
Le manoir est inscrit à l'inventaire général du patrimoine culturel.